# Comostola confusa
Comostola confusa là một loài bướm đêm trong họ Geometridae.